# Hydrelia chinbiana
Hydrelia chinbiana là một loài bướm đêm trong họ Geometridae.